# Ulrike Henschke

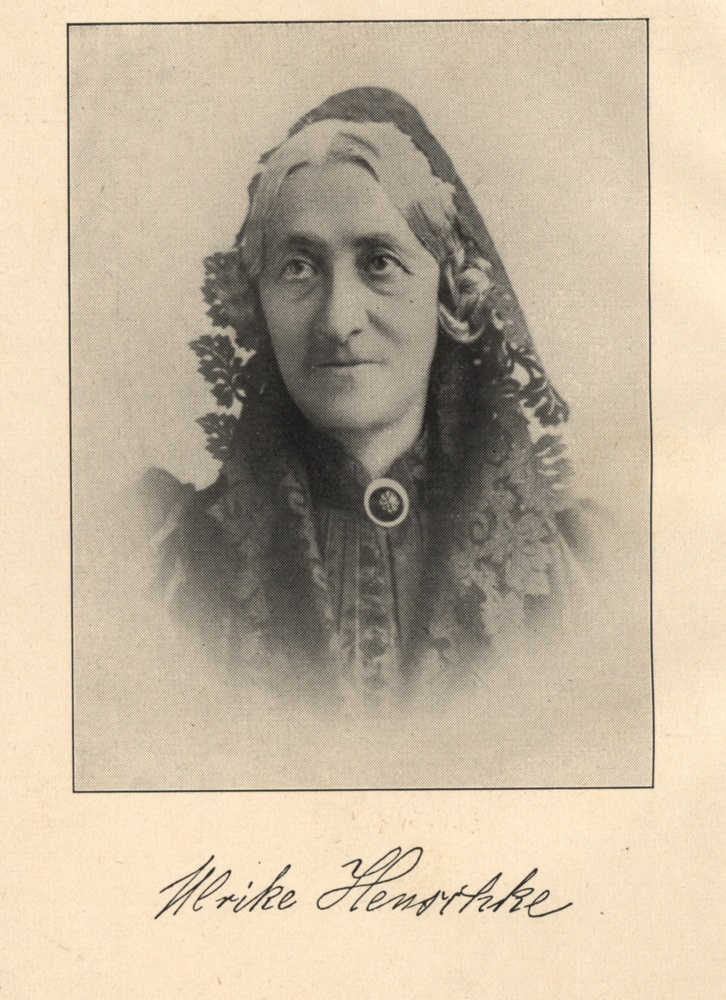
Porträt Ulrike Henschke

Ulrike Henschke (geb. Benas, * 24. November 1830 in Krotoschin; † 1. November 1897 in Baden-Baden) war eine deutsche Publizistin, Bildungsreformerin, Frauenrechtlerin und Fachschulgründerin.

## Leben und Wirken
Ulrike Benas wuchs in Posen auf und zog später nach Berlin. Hier engagierte sie sich politisch, journalistisch und bildungspolitisch. Sie war Mitglied im Lette-Verein, setzte sich dort für die hauswirtschaftlichen Ausbildungsgänge ein, begründete die Dienstmädchenfortbildung und später die Viktoria-Fortbildungsschule, in der sie ihre fortschrittlichen pädagogischen Ideen verwirklichte und deren Leitung später ihre 1859 geborene Tochter Margarete übernahm. Unter dem Pseudonym Clara Ulrici veröffentlichte sie 1870 die Erzählung „Gertrud von Stein“.
Sie war mit dem Berliner Senatspräsidenten Wilhelm Henschke († 1894) verheiratet. Eine ältere Schwester war Henriette Goldschmidt.

## Werke
- Die Bedeutung des Vereinslebens für die Frauen. Scheibel, Lissa 1866. (Digitalisat)
- Gertrud von Stein (Erzählung) 1870 (unter dem Pseudonym Clara Ulrici)
- Zur Frauenunterrichtsfrage in Preussen. Charisius, Berlin 1870. (Digitalisat)
- Denkschrift über das weibliche Fortbildungsschulwesen in Deutschland. Hayn, Berlin 1893. (Digitalisat)
- Lehrbuch für weiblich Fortbildungsschulen (1898) (gemeinsam mit Margarete Henschke)
- Miss Archer. Gedächtnissrede gehalten am 18. April 1883 im Hörsaal des Viktoria-Lyceums. Springer, Berlin 1884. Digitalisiert von der Zentral- und Landesbibliothek Berlin, 2017. urn:nbn:de:kobv:109-1-12261350